# GLONASS

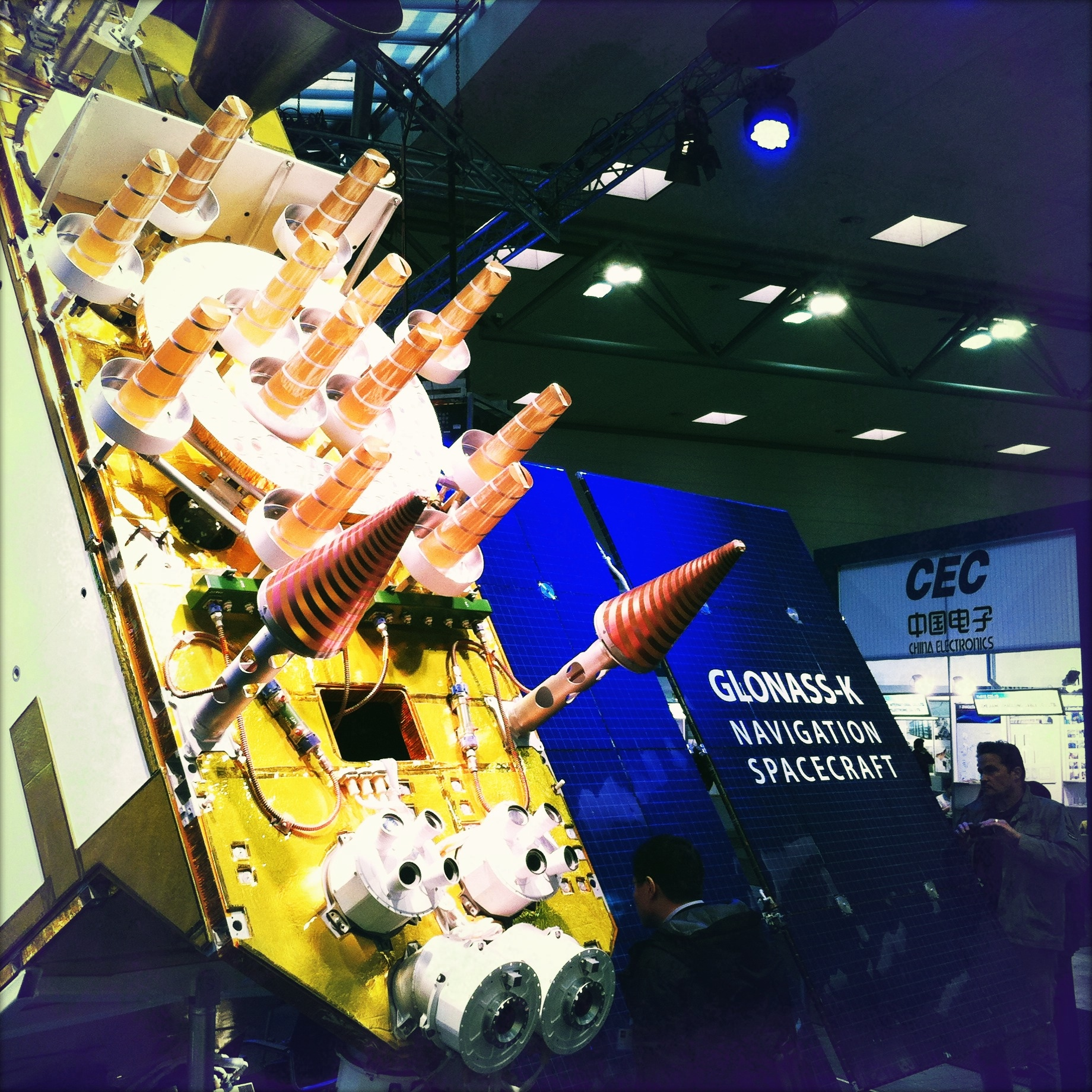
Model družice systému GLONASS, vystavený na CEBIT 2011

GLONASS (Глобальная навигационная спутниковая система, tr.: Globalnaja navigacionnaja sputnikovaja sistěma) je globální družicový polohový systém (GNSS) využívaný ruskou armádou. S jeho pomocí je možno určit polohu a přesný čas kdekoliv na Zemi nebo nad Zemí. Stejně jako u GPS je část služeb tohoto systému s omezenou přesností volně k dispozici civilním uživatelům. Vývoj započal v SSSR v roce 1976. Ruské území bylo plně pokryto v roce 2010 a celý svět v roce 2011.
GLONASS je nejdražším programem ruské Státní korporace pro kosmické aktivity Roskosmos. Mezi roky 2002–2011 stál projekt 140 miliardy rublů a v roce 2010 spotřeboval asi jednu třetinu jejího rozpočtu. Vzhledem k oběžné dráze družic systému GLONASS je zvláště vhodný pro použití ve vysokých zeměpisných šířkách (sever nebo jih), kde může být získávání signálu GPS problematické.

## Vývoj
Vývoj GLONASS byl zahájen v roce 1970 vytvořením dokumentu Ministerstva obrany SSSR, Sovětské akademie věd a Sovětského námořnictva o vývoji jednotného systému pro navigaci na zemi, na vodě i ve vzduchu, který byl v roce 1976 přijat. První testovací družice byla vypuštěna v roce 1982. V letech 1996–2001 byla kosmická část systému GLONASS v úpadku. Od roku 2001 bylo prováděno jeho znovuobnovení a do plného celosvětového operačního stavu se dostal v roce 2011.
V roce 2010 Rusko spolupracovalo při výrobě komponent k systémům GPS a GLONASS s Indií.

## Struktura systému
Systém GLONASS lze rozdělit do 3 segmentů:
- kosmický
- řídící
- uživatelský

### Kosmický segment

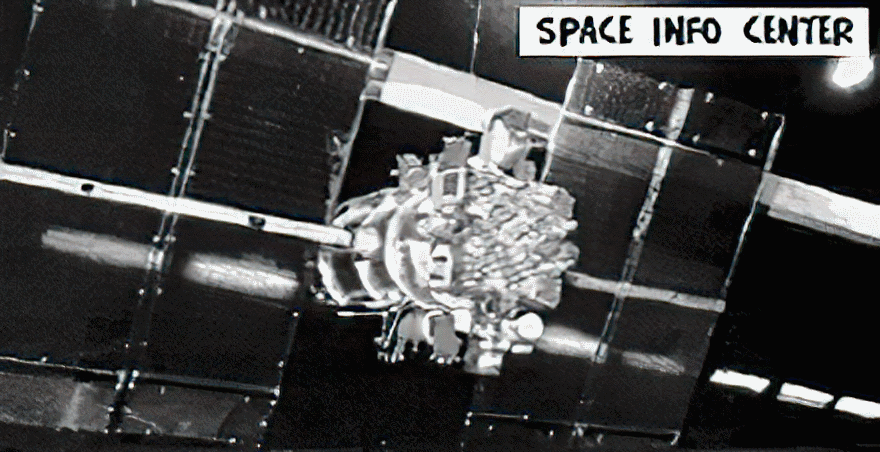
Družice GLONASS, dnes již nepoužívané první série Uragan. (fotografie NASA)

| Blok (životnost#) | Období    | Vypuštěno       | Ve službě | Signály$ |
| --- | --------- | --------------- | --------- | -------- |
| Uragan(1) | 1982–1985 | 10              | 0         | 3+0      |
| UraganA(1) | 1985–1986 | 6               | 0         | 3+0      |
| UraganB(2) | 1987–1988 | 6+6✝            | 0         | 3+0      |
| UraganV(3) | 1988–2005 | 59              | 0         | 3+0      |
| Uragan-M(7) | 2001–2021 | 46+6✝           | 21        | 4+0      |
| Uragan-K1(10) | 2011–2022 | 4+4p            | 3+1*      | 4+1      |
| Uragan-K2(10) | 2022–2033 | 0+8p            | 0         | 4+5      |
| Uragan-V | 2026-2027 | V6p             | 0         | 0+5      |
| Uragan-KM | 2025+     | ?               | 0         | 4+9      |
| Celkem | Celkem    | 132+12✝+15p+V6p | 24+1*     |          |
| ✝ Ztracen při startu nebo selhalo oživení p V přípravě * Zavádění do provozu, testy nebo v záloze, údržbě V Družice umístěné na eliptickou kvazigeostacionární dráhu $ Frekvenční pásma + kódová modulace # Plánovaná životnost v letech (Poslední změna: 5. srpna 2023) |           |                 |           |          |

Kosmický segment je projektován na 24 družic, které obíhají ve výšce 19 100 km nad povrchem Země na 3 kruhových drahách se sklonem 65°. Dráhy jsou vzájemně posunuty o 120° a na každé dráze je 8 symetrických pozic pro družice po 45°, které jsou číslovány:
- Dráha 1: družice 1-8
- Dráha 2: družice 9-16
- Dráha 3: družice 17-24

Tato konstelace je charakteristická tím, že každých 8 siderických dní je družice nad stejným místem na Zemi, nebo také že každý siderický den je jedna z 8 družic jedné dráhy nad stejným místem na Zemi.
Družice

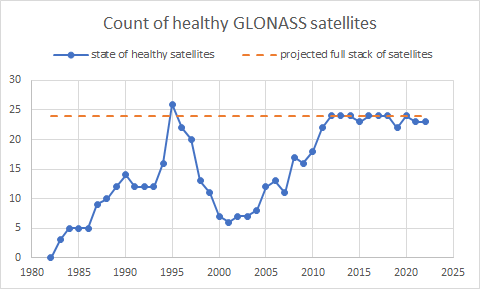
Vývoj počtu zdravých družic GLONASS použitelných pro výpočet polohy.

Dnes používané družice Uragan-M váží asi 1,4 tuny a na střední oběžné dráze (MEO, Medium Earth Orbit) se pohybuje rychlostí 3,9 km/s, s dobou oběhu kolem Země 11h 15min. Vynášeny jsou z kosmodromu Bajkonur v Kazachstánu v sestavách po třech družicích na jeden nosič.
Zásadním problémem původních družic Uragan byla krátká životnost. U družic Uragan/Uragan-M vyžaduje zvýšená poruchovost dlouhotrvající odstávky dlouhé až několik měsíců. Tyto problémy by měly vyřešit nové nehermetizované družice Uragan-K s poloviční hmotností.

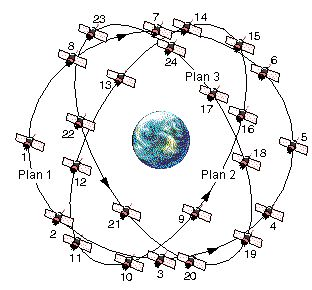
Projektovaná konstelace družic na oběžné dráze.

Klíčové části družic Uragan-M jsou:
- přesné (<10−13s)[16] atomové hodiny s cesiovým oscilátorem
- 12 antén pro vysílání radiových kódů ve frekvenčním pásmu L (2000–1000 MHz)
- antény pro komunikaci s pozemními kontrolními stanicemi
- solární panely (1,45 kW) a akumulátorové baterie (70 Ah) jako zdroj energie[17]
- odrazové pole pro měření polohy družice laserovými měřidly (SLR). Některá měření mimo kontrolní segment byla provedena i v rámci projektu NASA ILRS (International Laser Ranging Service)[18]

Pro popis stavu kosmického segmentu jsou definovány dva stavy implementace:
- plná operační schopnost (FOC, Full Operational Capability) - označení stavu, kdy je nejméně 24 družic plně funkčních, podporující novou technologii. Nebyl nikdy vyhlášen, ale koncem roku 1996 bylo krátce na orbitu 24 družic a od té doby klesal až na 9 v roce 2001. Opětovný stav 24 družic je plánován na rok 2012 s družicemi Uragan-M a Uragan-K.
- částečná operační schopnost (IOC, Initial Operational Capability) - označení stavu, kdy je nejméně 12 družic plně funkčních, podporující novou technologii. Byl vyhlášen prezidentem Ruské Federace 29. září 1993 po vypuštění a zprovoznění 12 družic.

### Řídící a kontrolní segment
Segment se skládá z několika částí:
- řídicí středisko (SCC, System Control Center) Krasnoznamensk (SCC, MS)
- 3 rozšířené stanice (SLR, Satellite Laser Ranging; ULS, Uplink Station; CC, Control Center) Šelkovo (MS, TT&C, ULS, CC, SLR), Jenisejsk (MS, TT&C, ULS), Komsomolsk na Amuru (MS, TT&C, ULS, CC, SLR)
- 5 povelových stanic (TT&C; Telemetry, Tracking and Command/Communication; telemetrie, sledování a povely) Petrohrad, Ussurijsk a výše uvedené Šelkovo, Jenisejsk, Komsomolsk na Amuru
- 10 monitorovacích stanic (MS, Monitor Station) Murmansk, Vorkuta, Jakutsk, Ulan-Ude, Nurek (Tádžikistán), Zelenčuk a výše uvedené Krasnoznamesk, Šelkovo, Jenisejsk, Komsomolsk na Amuru

Řídící a kontrolní segment monitoruje kosmický segment, zasílá povely družicím, provádí jejich manévry a údržbu atomových hodin. Výsledek jejich monitoringu je zveřejňován v navigační zprávě každé družice a jejich platnost je řádově několik hodin:
- pozice (souřadnice ECEF), rychlost a zrychlení družic
- korekce atomových hodin
- přibližné pozice ostatních družic, používané frekvence a jejich zdravotní stav

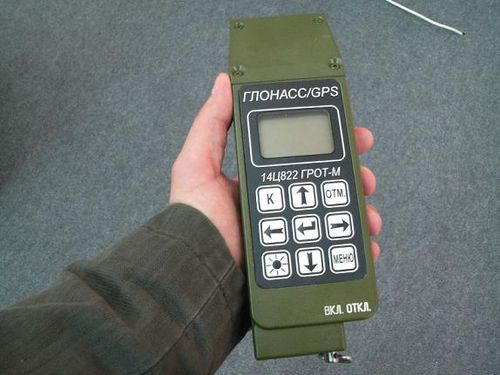
Vojenský ruční kombinovaný přijímač GLONASS/GPS vyžívající metod kódového měření.

Pozemní segment se téměř celý nachází na území Ruské federace, z čehož vyplývá časové omezení, kdy může být monitorován vesmírný segment.
Řídící a kontrolní segment komunikuje s uživateli také prostřednictvím zpráv NAGU (Notice Advisory to GLONASS Users), kde zveřejňuje plánované odstávky družic, jejich stažení a uvedení do provozu nebo i zpětně informace o nezdravé družici.

### Uživatelský segment
Uživatelé pomocí GLONASS přijímače přijímají signály z jednotlivých družic, které jsou v danou chvíli nad obzorem. Na základě přijatých dat (časových značek z jednotlivých družic a znalosti jejich polohy) a předem definovaných parametrů, přijímač vypočítá polohu antény, nadmořskou výšku a zobrazí přesné datum a čas. Komunikace probíhá pouze od družic k uživateli, přijímač je tedy pasivní.
Uživatelé v Evropě jsou především z řad geodetů a vědeckých pracovníků, civilní využívání systému není rozšířené.
Uživatele využívající systém GLONASS můžeme rozdělit do dvou skupin:
- autorizovaní uživatelé (vojenský sektor Ruské federace a vybrané vládní instituce) využívající službu High Positioning (HP). Tito uživatelé mají zaručenou vyšší přesnost systému.
- ostatní uživatelé (především civilní sektor) mohou využívat Standard Positioning (SP)

Prezident Ruské federace Vladimir Putin oficiálně podepsal 18. května 2007 výnos o bezplatném uvolnění systému GLONASS pro nevojenské použití.

## Rádiové signály
| Pásmo/signály                             | Blok družic |
| ----------------------------------------- | ----------- |
| L1/HP+SP, L2/HP                           | Uragan      |
| L1/HP+SP, L2/HP+SP                        | Uragan-M    |
| L1/HP+SP, L2/HP+SP, L3/HP+SP, L1/CR, L5/R | Uragan-K    |
| –                                         | Uragan-KM   |

Přenos dat z více družic k jednotlivým uživatelům je řešen frekvenční modulací (FDMA), která je pro GNSS netypická. Přináší problémy s interferencemi mezi kanály, vyžaduje rezervované širší vysílací pásmo a jinou konstrukci přijímače. Družice vysílají na několika frekvencích, které jsou zvoleny v pásmech s minimálním vlivem meteorologických vlivů:
- L1PT (1598–1605 MHz), kde je vysílán HP kód a SP kód, vysílací výkon 64 W.
- L2PT (1242–1248 MHz), kde je vysílán HP kód a od Uragan-M také SP kód, vysílací výkon 40 W.

Pro družice Uragan-K a Uragan-MK dále navíc:
- L3PT (1197–1217 MHz) je plánovaná třetí frekvence s HP a SP kódem
- L5R (1176,45 MHz) je plánovaný signál typu Safety of Life modulací založený na CDMA pro interoperabilitu s jinými GNSS (GPS, Galileo)[21]
- L1CR (1575,42 MHz) je další civilní signál modulací založený na CDMA pro interoperabilitu s jinými GNSS (GPS, Galileo)

Dvacet kanálů pro každou frekvenci modulovanou pomocí FDMA jsou definovány:
1. L1(n) = 1 602,0 MHz + n×0,56250 MHz
2. L2(n) = 1 246,0 MHz + n×0,43750 MHz (platí L2 = L1 × 7/9)
3. L3(n) = 1 201,5 MHz + n×0,42195 MHz (platí L3 = L1 × 3/4)

Do roku 1998 se užíval rozsah kanálů „n“ = 1 až 12 a 22 až 24, od 1998 do 2005 n = 1 až 12 a od roku 2005 n= -7 až 6.
Základní vysílací rychlost je 5,11 MHz, na něž jsou modulovány signály:
- SP rychlostí 0,511 MHz s délkou kódu 511 bitů.
- HP rychlostí 5,11 MHz s délkou kódu 5,11×106 bitů.
- navigační zpráva modulovaná navíc rychlostí 50 bitů/s při délce 7500 bitů, jejíž odvysílání trvá 2,5 minuty. Je rozdělena na 5 rámců o 15 slovech, každé slovo má kapacitu 100 bitů. Obsahem zprávy jsou kartézské souřadnice družice, její rychlost a zrychlení, almanach družic s příslušnými kanály, korekce palubních hodin. Životnost zprávy je cca hodina, její pravidelné obnovení je provedeno kontrolním střediskem obvykle po 30 minutách.[23]

Jako referenční čas je používán UTC(SU), který je synchronizován s UTC.

## Určování polohy a času

### Vztažné soustavy
Pro charakteristiku Země se jako vztažné těleso využívá geoid, který je ale pro matematický popis nevhodný. Proto se používá jeho aproximaci prvního stupně - koule, nebo druhého stupně - elipsoid. Pro potřeby uživatelů GLONASS je používaný geografický referenční systém PZ 90, od 20. září 2007 pak jeho modifikace PZ 90.02. Je podobný referenčnímu ITRF2000 s drobnými změnami v řádech decimetrů. PZ 90 se skládá z:
- geodetického data: elipsoid s poloosami přibližně 6 378 a 6 356 km s počátkem ve středu Země
- systému zeměpisných souřadnic (zeměpisná šířka a délka)

Rychlost světla je používána ve své přesné hodnotě 299 792 458 m/s.

### IGEX 98
Významnou roli pro spolupráci mezi ostatními GNSS a využití GLONASSu na západě sehrál projekt IGEX 98 (International GLONASS Experiment 1998), který umožnil experimentálně najít exaktní vztah mezi používanými vztažnými soustavami v projektech GPS a GLONASS.